# شهرستان چارقیلیق
شهرستان چارقیلیق (به اویغوری: چاقىلىق ناھىيىسى)(به مغولی: ᠴᠠᠺᠢᠯᠢᠺ ᠰᠢᠶᠠᠨ) و یا شهرستان رووچیانگ (به چینی: 若羌县، به پین‌یین: Ruòqiāng Xiàn) یک شهرستان در چین است که در ولایت خودمختار بایینغولین مغول واقع شده‌است. شهرستان چارقیلیق ۱۹۸٬۳۱۸ کیلومتر مربع مساحت و ۳۱٬۸۷۷ نفر جمعیت دارد و ۸۹۶ متر بالاتر از سطح دریا واقع شده‌است.

## نام
- به اویغوری: چاقىلىق ناھىيىسى
- به چینی: 若羌县، به پین‌یین: Ruòqiāng Xiàn
- به مغولی: ᠴᠠᠺᠢᠯᠢᠺ ᠰᠢᠶᠠᠨ، به لاتین: Čaqaliq siyan، معادل سیریلیک: Чакилик шянь

## جمعیت
| ترکیب قومیتی شهرستان چارقیلیق | ترکیب قومیتی شهرستان چارقیلیق | ترکیب قومیتی شهرستان چارقیلیق | ترکیب قومیتی شهرستان چارقیلیق | ترکیب قومیتی شهرستان چارقیلیق |
| ----------------------------- | ----------------------------- | ----------------------------- | ----------------------------- | ----------------------------- |
| قومیت                         | قومیت                         |                               | درصد                          | درصد                          |
| هان                           | هان                           |                               | ۵۵٫۵٪                         | ۵۵٫۵٪                         |
| اویغور                        | اویغور                        |                               | ۳۹٫۵٪                         | ۳۹٫۵٪                         |
| هوئی                          | هوئی                          |                               | ۳٫۵٪                          | ۳٫۵٪                          |
| مغول                          | مغول                          |                               | ۰٫۱٪                          | ۰٫۱٪                          |
| سایر                          | سایر                          |                               | ۱٫۴٪                          | ۱٫۴٪                          |
| منبع سرشماری جمعیت :          |                               |                               |                               |                               |

## تاریخچه
اولین واحد تقسیماتی مدرن که معادل ولایت خودمختار بایینغولین مغول بود، در سال ۱۸۸۲ میلادی تحت نام «ولایت قره‌شهر»، شامل سه شهرستان بوگور، لوپنور، و یانچی تاسیس شد. در سال ۱۸۹۹ میلادی، نام این ولایت به «ولایت یانچی» تغییر کرد.
در سال ۱۹۰۳ میلادی، شهرستان چارقیلیق با جدا شدن از لوپنور تاسیس شد.
در ژوئن سال ۱۹۵۴ میلادی، «ولایت یانچی» منحل شد. در این سال، ۲ واحد تقسیماتی جدید بجای این ولایت تاسیس شدند. اولین این دو، «ولایت خودمختار بایینغولین مغول» است که شامل ۳ شهرستان یانچی، هجینگ، و خوشوت، در بر گیرندهٔ ۱۱٪ مساحت «ولایت یانچی» در شمال آن. دومین این دو، «ولایت کورلا» است که شامل ۵ شهرستان کورلا، بوگور،لوپنور، شهرستان چارقیلیق، شهرستان چرچن در بر گیرندهٔ ۸۹٪ مساحت «ولایت یانچی» در جنوب آن. 
در دسامبر سال ۲۰۱۲، با جدایی از اراضی تحت مدیریت شهر کورلا، باش‌اگیم/تیه‌منگوان به عنوان شهر وابسته به بینگتوان و «شهر تابع مستقیم منطقه خودمختار» تاسیس شده، از تابعیت ولایت خودمختار بایینغولین مغول در آمده، و مستقیما در تابعیت اداری منطقه خودمختار سین‌کیانگ قرار گرفت.
در ژانویه سال ۲۰۲۰ میلادی، اراضی از شهرستان‌های خودمختار یانچی هوئی، باغراش، چارقیلیق، چرچن، خوشوت، و هجینگ از تابعیت ولایت خودمختار بایینغولین مغول در آمده و ضمیمهٔ باش‌اگیم شدند. اکثر این اراضی شامل هنگ‌های متعلق به بینگتوان بودند.